# Nissa Sabyan
Khoirunnisa, plus connue sous le nom de Nissa Sabyan, née à Lumajang (Java oriental, Indonésie) le 23 mai 1999 est une chanteuse, membre du groupe de musique de Qanbüs appelé Sabyan.

## Biographie
Née le 23 mai 1999, elle passe son enfance dans sa ville natale. Après avoir obtenu son diplôme de premier cycle du secondaire, elle déménage dans la capitale.
Elle entre au SMKN 56 Jakarta (su). Elle poursuit ses études en musique, tout en se concentrant sur son groupe de musique.
Elle est connue du public, par ses chansons intégrant des salutations au prophète, dont témoigne le clip vidéo, visionné des millions de fois,,,,,